# Saison 2018 des Pirates de Pittsburgh
La saison 2018 des Pirates de Pittsburgh est la 137e saison de cette franchise et sa 132e en Ligue majeure de baseball.

## Saison régulière
La saison régulière de 162 matchs des Pirates débute le 29 mars par une visite aux Tigers de Détroit et se termine le 30 septembre suivant. Le match local d'ouverture au PNC Park de Pittsburgh est programmé pour le 2 avril face aux Twins du Minnesota.

### Classement
| Ligue nationale division Centrale | V  | D  | %    | Diff. | Diff. (élim.) |
| --------------------------------- | -- | -- | ---- | ----- | ------------- |
| Brewers de Milwaukee              | 96 | 67 | ,589 | -     | -             |
| Cubs de Chicago                   | 95 | 68 | ,583 | 1     | -             |
| Cardinals de Saint-Louis          | 88 | 74 | ,543 | 7.5   | -             |
| Pirates de Pittsburgh             | 82 | 79 | ,509 | 13    | -             |
| Reds de Cincinnati                | 67 | 95 | ,414 | 28.5  | -             |